# Margit Kaffka
Margit Kaffka (n. 10 iunie 1880, Carei, Austro-Ungaria – d. 1 decembrie 1918, Budapesta, Ungaria) a fost o scriitoare maghiară.
A fost considerată una dintre cele mai importante reprezentante ale sexului feminin în literatura maghiară și unul dintre cei mai notabili exponenți ai generației Nyugat.

## Opera literară
A scris romane dedicate analizei decăderii lente a nobilimii rurale, de profundă analiză psihologică, promovând emanciparea femeii.
Se remarcă tonul obiectiv al observației și impresionismul descrierilor din natură.
A scris și o lirică a stărilor de suflet.

## Scrieri
- 1903: Versuri ("Versek")
- 1912: Culori și ani ("Színek és évek")
- 1913: Anii Mariei ("Mária évei")
- 1916: Două veri ("Két nyár")
- 1917: Mușuroiul ("Hangyaboly")
- 1918: Mod de viață ("Az élet útján").